# Ornebius rotundatus
Ornebius rotundatus är en insektsart som beskrevs av Lucien Chopard 1931. Ornebius rotundatus ingår i släktet Ornebius och familjen Mogoplistidae. Inga underarter finns listade i Catalogue of Life.